# Lobocleta offendata
Lobocleta offendata là một loài bướm đêm trong họ Geometridae.